# H.S. Wong

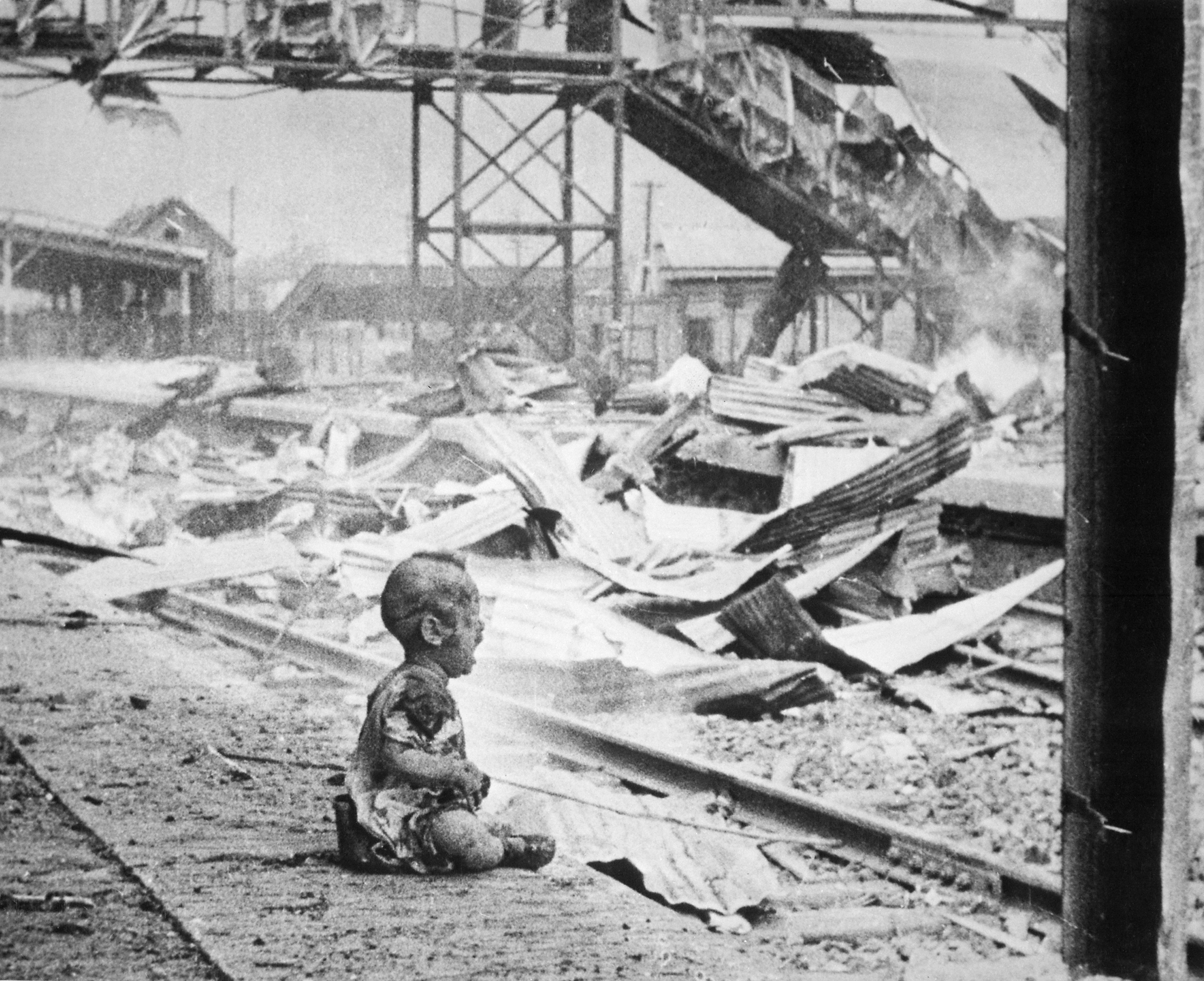
"Sábado Sangriento", la fotografía más famosa de Wong

H. S. Wong (n. 1900 – m. 9 de marzo de 1981) fue un fotoperiodista chino. Es más conocido por ser el autor de  "Sábado Sangriento", una fotografía tomada durante la segunda guerra sino-japonesa.
Wong también era conocido como Wang Haisheng (en chino simplificado, 王海升) o Wang Xiaoting (en chino simplificado, 王小亭), Tenía una negocio de cámaras en Shanghái. además de recibir el apodo "Newsreel" (en español, nodo o corto noticioso) por las fotografías y cortos que contribuyó para noticieros y periódicos. Para la filmación de cortos utilizaba una cámara Eyemo Newsreel, y para fotografías estáticas utilizaba una Leica.
En los años 1920 y 1930, H.S. Wong trabajó en China y tomó fotografías y videos para varios periódicos y agencias, como Hearst Metrotone News y Shanghai News.  La fotografía más famosa de Wong, "Sábado Sangriento" o "Bebé de Shanghái", fue tomada durante la Batalla de Shanghái en la segunda guerra sino-japonesa. Muestra a un bebé sentado y llorando en medio de los escombros de la bombardeada estación de tren Sur de Shanghái. A un año de su publicación, la foto había sido vista por más de 136 millones de personas. En 2010, Wong fue honrado como un periodista asiático pionero por parte de la Asian American Journalists Association.
Wong capturó más imágenes como cobertura de los ataques japoneses en China, incluyendo la Batalla de Xuzhou en mayo de 1938 y los bombardeos aéreos de Guangzhou en junio. En ocasiones, se ponía en peligro para tomar una foto; una vez fue víctima en un bombardeo y ametrallamiento de aviones japoneses. Luego de enojar a los japoneses al documentar la violencia de sus ataques, el gobierno japonés puso un precio de 50.000 dólares por su cabeza. En China, operó bajo la protección británica, pero las continuas amenazas de muerte de los nacionalistas japoneses lo obligaron a dejar Shanghái con su familia y mudarse a Hong Kong. Se retiró en Taipéi en los años 1970 y murió de diabetes en su hogar a la edad de 81 años el 9 de marzo de 1981.